# Camille de La Forgue de Bellegarde
Marie Camille Armand de La Forgue de Bellegarde (Gap, 29 marzo 1841 – Cellettes, 23 ottobre 1905) è stato un militare e cavaliere francese, ufficiale dell'esercito che ha partecipato alle Olimpiadi di Parigi 1900.

## Biografia
In quell'edizione dei Giochi Olimpici vinse la medaglia di bronzo nella gara di salto in lungo, terminando alle spalle del belga Constant van Langhendonck, medaglia d'oro, e dell'italiano Gian Giorgio Trissino, medaglia d'argento.
Durante la sua carriera militare, fu istruttore di equitazione e comandante presso alcune scuole di cavalleria dell'Esercito francese.

## Palmarès
| Anno | Manifestazione  | Sede   | Evento         | Risultato |
| ---- | --------------- | ------ | -------------- | --------- |
| 1900 | Giochi olimpici | Parigi | Salto in lungo | Bronzo    |